# Jerzy (patriarcha Jerozolimy)
Jerzy – dwudziesty chalcedoński patriarcha Jerozolimy; sprawował urząd w latach 797–807.